# 알레나 미훌로바
알레나 미훌로바(체코어: Alena Mihulová, 1965년 5월 4일~)는 체코의 배우이다.

## 영화
- 모먼츠 (2018년)
- 아버지에 대하여 (2016년)
- 앤트로포이드 (2016년) - 모라베츠 역
- 홈 케어 (2015년)
- 이노센스 (2011년)